# Hopea racophloea
Hopea racophloea är en tvåhjärtbladig växtart som beskrevs av William Turner Thiselton Dyer. Hopea racophloea ingår i släktet Hopea och familjen Dipterocarpaceae. Inga underarter finns listade i Catalogue of Life.